# پام ولی (تگزاس)
پام ولی، تگزاس(به انگلیسی: Palm Valley, Texas) شهری در ایالت تگزاس از ایالات جنوبی ایالات متحده آمریکا است. در سرشماری سال ۲۰۰۰، جمعیت این شهر ۱۲۹۸ نفر اعلام شد.